# Ticino Unihockey
Ticino Unihockey ist ein Schweizer Unihockeyverein aus Bellinzona. Die erste Mannschaft von Ticino Unihockey spielt in der Nationalliga B.

## Geschichte
Der Verein entstand 2006 aus einer Fusion zwischen Bellinzona Unihockey und UniGaggio Gorduno, wobei bei der Gründung zuerst der Name Bellinzona Capitals präferiert wurde. 2011 gelang dem Verein der Aufstieg in die Nationalliga B.

## Stadion
Die Mannschaften von den Ticino Unihockey trägt deren Heimspiele wenn möglich in der Sporthalle Arti & Mestieri in Bellinzona aus.